# At-Tawba
At-Tawba (Il Pentimento) è la nona Sura del Corano, una sura medinese composta da 129 versetti. Questa sura è unica nel Corano poiché è l'unica a non iniziare con la formula "Bismillah" ("Nel nome di Allah, il Compassionevole, il Misericordioso"). Il suo contenuto principale riguarda le relazioni tra i musulmani e i non musulmani, le questioni di guerra e pace, e la necessità del pentimento e della purificazione spirituale.

## Contenuto

### Dichiarazione di Immunità
Versetti 1-28: La sura inizia con una dichiarazione di disimpegno e immunità dai trattati con i politeisti che non hanno rispettato i loro accordi. Viene dato un termine di quattro mesi ai politeisti per conformarsi o affrontare le conseguenze. Questa sezione enfatizza la giustizia e la necessità di rispettare i patti, ma anche la determinazione di fronte all'infedeltà.

### Trattamento degli Ipocriti e dei Non Credenti
Versetti 29-37: Si affronta il trattamento degli ipocriti e dei non credenti, esortando i musulmani a combattere coloro che non rispettano la fede e non osservano le leggi di Allah. Viene specificato che i combattimenti devono essere condotti per difendere la fede e la comunità, non per motivi di conquista o oppressione.

### Incoraggiamento al Jihad
Versetti 38-72: La sura esorta i credenti a impegnarsi nel jihad, sia militarmente sia spiritualmente. Si sottolinea l'importanza della fede, della preparazione e del sacrificio per la causa di Allah. Viene criticata la riluttanza a partecipare al jihad e lodata la devozione e il coraggio di coloro che rispondono alla chiamata.

### Pentimento e Perdono
Versetti 73-106: La sura tratta ampiamente il tema del pentimento. Viene affermato che Allah è misericordioso e disposto a perdonare coloro che si pentono sinceramente dei loro peccati. Si discute anche del ruolo dei leader musulmani nel guidare la comunità verso la rettitudine e il pentimento.

### L'Importanza della Purezza di Intenti
Versetti 107-129: La sura conclude con un richiamo alla purezza di intenti e alla sincerità nella fede. Viene narrato l'episodio della costruzione della moschea di Quba, che simboleggia la vera devozione a Allah. La sura esorta i musulmani a evitare l'ipocrisia e a dedicarsi sinceramente alla causa di Allah.

## Contenuto
La Sura At-Tawba è fondamentale per la sua trattazione delle relazioni tra i musulmani e i non musulmani, nonché delle questioni di guerra e pace. Essa offre linee guida specifiche su come affrontare i tradimenti e l'infedeltà, enfatizzando al contempo la necessità di giustizia e rispetto per i patti. La sura esorta i credenti al jihad, non solo in senso militare, ma anche spirituale, incoraggiando la perseveranza e il sacrificio per la causa di Allah.
Inoltre, At-Tawba tratta ampiamente il tema del pentimento, offrendo speranza e misericordia a coloro che si pentono sinceramente dei loro peccati. La sura conclude con un richiamo alla purezza di intenti e alla sincerità nella fede, condannando l'ipocrisia e lodando la devozione autentica.
Nel contesto storico, la sura riflette le sfide affrontate dai primi musulmani, inclusi i conflitti con i politeisti e le necessità di consolidare la comunità musulmana. Le sue direttive rimangono rilevanti per i musulmani contemporanei, offrendo insegnamenti su giustizia, lealtà, pentimento e sincerità nella fede.